# 섬네일 (음반)
《섬네일》(サムネイル)은  AKB48의 5번째 오리지널 앨범이다. 2017년 1월 25일에 You, Be Cool!를 통해 발매되었다.

## 개요
전작 《0과 1 사이》로부터 약 1년 2개월 만의 앨범이다.
전작 《여기가 로도스다, 여기서 뛰어라!》로부터 약 2년 만의 오리지널 앨범이다.

## 자켓 사진
- Type A (표지): 이리야마 안나 · 오카다 나나 · 카시와기 유키 · 키타하라 리에 · 코지마 하루나 · 사시하라 리노 · 야마모토 사야카
- Type B (표지): 카토 레나 · 코다마 하루카 · 타카하시 쥬리 · 마츠이 쥬리나 · 미야와키 사쿠라 · 요코야마 유이 · 와타나베 마유
- 극장판 (표지): 오구리 유이 · 키자키 유리아 · 코지마 마코 · 스다 아카리 · 나카이 리카 · 무카이치 미온 · 무토 토무

## 수록곡

### CD
| #  | 제목                                   | 재생 시간 |
| -- | -------------------------------------- | --------- |
| 1. | 〈唇にBe My Baby→입술에 Be My Baby〉   |           |
| 2. | 〈365日の紙飛行機→365일의 종이비행기〉 |           |
| 3. | 〈君はメロディー→너는 멜로디〉         |           |
| 4. | 〈翼はいらない→날개는 필요없어〉       |           |
| 5. | 〈LOVE TRIP〉                          |           |
| 6. | 〈しあわせを分けなさい→행복을 나눠라〉 |           |
| 7. | 〈光と影の日々→빛과 그림자의 나날〉    |           |
| 8. | 〈ハイテンション→하이텐션〉            |           |
| 9. | 〈あの日の自分→그 날의 자신〉          |           |

| #   | 제목                                                     | 재생 시간 |
| --- | -------------------------------------------------------- | --------- |
| 10. | 〈Get you!〉 (사시닝구 무스메)                           |           |
| 11. | 〈誕生日TANGO→생일 TANGO〉                               |           |
| 12. | 〈コイントス→동전 던지기〉 (오카다 나나)                 |           |
| 13. | 〈ひび割れた鏡→금이 간 거울〉                            |           |
| 14. | 〈過ち→잘못〉 (야마모토 사야카 (NMB48), 이나가키 준이치) |           |

| #   | 제목                                            | 재생 시간 |
| --- | ----------------------------------------------- | --------- |
| 10. | 〈青くさいロック→미숙한 록〉                    |           |
| 11. | 〈ランナーズハイ→러너스 하이〉                  |           |
| 12. | 〈だから君が好きなのか→그래서 네가 좋아하는지〉 |           |
| 13. | 〈バケット→버킷〉                               |           |

| #   | 제목                                          | 재생 시간 |
| --- | --------------------------------------------- | --------- |
| 10. | 〈誰が私を泣かせた？→누가 나를 울게 했는가?〉 |           |
| 11. | 〈すべては途中経過→모든 것은 중간경과〉       |           |

### DVD
| #  | 제목                                                                       | 재생 시간 |
| -- | -------------------------------------------------------------------------- | --------- |
| 1. | 〈AKB48 全国握手会ライブダイジェスト→AKB48 전국 악수회 라이브 다이제스트〉 |           |

## 선발 멤버

### 그 날의 자신
- AKB48 팀 A: 이리야마 안나, 오오와다 나나, 코지마 하루나, 시마자키 하루카, 타니구치 메구, 미야자키 미호, 요코야마 유이
- AKB48 팀 K: 미네기시 미나미, 무카이치 미온, 무토 토무
- AKB48 팀 B: 오오시마 료카, 카시와기 유키, 카토 레나, 키자키 유리아, 와타나베 마유
- AKB48 팀 4: 오카다 나나, 코지마 마코, 코미야마 하루카, 다카하시 쥬리, 무라야마 유이리

### Get you!
샷시닝구무스메 명의 
- HKT48 팀 H: 사시하라 리노
- 모닝구무스메 '24: 이쿠타 에리나, 이시다 아유미, 오다 사쿠라, 노나카 미키, 마키노 마리아, 하가 아카네, 요코야마 레이나
- 모닝구무스메 졸업생:이이쿠보 하루나, 쿠도 하루카, 오가타 하루나, 후쿠무라 미즈키, 사토 마사키, 카가 카에데

### 생일 TANGO
- AKB48 팀 A: 이리야마 안나, 코지마 하루나
- AKB48 팀 B: 카토 레나

### 금이 간 거울
- AKB48 팀 A: 요코야마 유이
- AKB48 팀 B: 카시와기 유키
- AKB48 팀 4: 코미야마 하루카, 다카하시 쥬리
- SKE48 팀 KⅡ: 다카야나기 아카네

### 미숙한 록
- AKB48 팀 B: 오오시마 료카, 키자키 유리아
- AKB48 팀 4 : 코지마 마코
- SKE48 팀 KⅡ: 소다 사리나, 타케우치 사키
- NMB48 팀 BⅡ: 야구라 후코
- HKT48 팀 H: 코다마 하루카, 야부키 나코
- HKT48 팀 KⅣ: 토모나가 미오
- HKT48 팀 TⅡ: 마츠오카 하나
- NGT48 팀 NⅢ: 나카이 리카

### 러너스 하이
- AKB48 팀 8: 오구리 유이
- SKE48 팀 E: 고토 라라
- NMB48 팀 N: 야마모토 아야카
- HKT48 팀 TⅡ: 마츠오카 하나
- NGT48 팀 NⅢ: 타카쿠라 모에카

### 그래서 네가 좋아하는지
- AKB48 팀 K: 타노 유카
- AKB48 팀 8: 오다 에리나
- SKE48 팀 E: 스다 아카리
- NMB48 팀 N: 스토 리리카
- NGT48 팀 NⅢ: 오기노 유카

### 버킷
- AKB48 팀 B: 와타나베 마유
- SKE48 팀 S: 마츠이 쥬리나
- HKT48 팀 KⅣ: 미야와키 사쿠라

### 누가 나를 울게 했는가?
- AKB48 팀 K: 무카이치 미온
- AKB48 팀 4: 카와모토 사야
- SKE48 팀 S: 키타가와 료하
- SKE48 팀 KⅡ: 오오바 미나
- SKE48 팀 E: 쿠마자키 하루카
- NMB48 팀 M: 시부야 나기사
- NMB48 팀 BⅡ: 오키타 아야카
- HKT48 팀 KⅣ: 모리야스 마도카
- NGT48 팀 NⅢ: 카토 미나미

### 모든 것은 중간경과
- AKB48 팀 K: 미네기시 미나미, 무토 토무
- SKE48 팀 KⅡ: 후루하타 나오
- NMB48 팀 M: 시로마 미루
- NGT48 팀 NⅢ: 키타하라 리에

## 발매일
| 국가     | 날짜            | 포맷            | 레이블               |
| -------- | --------------- | --------------- | -------------------- |
| 일본     | 2017년 1월 25일 | CD, 디지털 음원 | You, Be Cool!        |
| 대한민국 | 2018년 7월 13일 | 디지털 음원     | 스톤뮤직엔터테인먼트 |